# Chùa Giác Ngộ
Chùa Giác Ngộ là một ngôi chùa Phật giáo tại Thành phố Hồ Chí Minh, Việt Nam.